# Yacimiento Villa de Matabuey
El yacimiento arqueológico Villa de Matabuey es un conjunto arqueológico castellanoleonés, cuyo origen se remonta al siglo II después de Cristo, ubicado en Nava de la Asunción, una localidad perteneciente a la provincia de Segovia. El hallazgo de numerosos y relevantes restos arqueológicos pertenecientes a la cultura romana ha revelado una antigua residencia aristócrata.
Matabuey se ubica a unos 2.000 metros al norte del casco urbano del municipio de Nava de la Asunción. Se alza en un sector del territorio noroccidental de la provincia de Segovia, que destaca por sus suelos arenosos, característicos del “mar de pinares”, que se mezclan con parcelas de labrantío de matriz arcillosa.

Villa de Matabuey se nos muestra como una residencia perteneciente a la élite romana que ocupó este sector del territorio de una manera muy concreta y específica. Se trata, por tanto, de una vivienda de carácter rural que constituye una gran propiedad agrícola y ganadera. Con el paso del tiempo, estas villas se convirtieron en ostentosas residencia de la aristocracia romana: mansiones que contaban con suelos de mosaico, habitaciones calefactadas, pinturas murales, y saunas, entre otras comodidades.

## Geología
La orografía del terreno se caracteriza por presentar un aspecto llano, pero acompañado por algunas suaves lomas. En un terreno próximo, a unos 240 metros en dirección norte, discurre el cauce del arroyo de Balisa, que cumple la función de drenar ese sector del municipio y constituye parte de la red hidrográfica ubicada al margen derecho del río Eresma.Las evidencias arqueológicas de Matabuey se encuentran en un área próxima a este arroyo, a unos 50 m de su margen derecha.
La villa está situada en una leve elevación del terreno que destaca por presentar una concentración de materiales latericios, como tegulae, ladrillo macizo, bloques pizarrosos y cuarcíticos, además de placas de opus tesellatum, fragmentos de solados de hormigón y revestimientos estucados ornados con motivos monocromos y polícromos.
Así mismo, también se han encontrado materiales cerámico tales como barros comunes anaranjados y grisáceos y fragmentos de TSHT, delimitando un área central comprendida en torno a los 300 m2 que, más adelante, se abre desde este foco principal hacia el norte y el esta, alcanzando una superficie de 7 ha.
La dispersión material en una zona tan amplia responda a la intensa actividad agrícola que tuvo lugar en el terreno, lo que causó que se interviniera de urgencia en el año 2013. Es destacable también la proximidad de Matabuey con el emplazamiento de Trinidad, al que se relaciona con varias fases de ocupación: campaniforme, visigoda, altomedieval, bajomedieval y moderna. Entre ellas, probablemente la fase visigoda fue la que tuvo influencia en el abandono de Matabuey.

## Intervenciones arqueológicas
Las primeras informaciones sobre la villa de Matabuey datan a mediados de los años 80 del siglo pasado y, aunque resultan escuetas, suponen la puesta en escena del enclave.Sin embargo, la intervención arqueológica fue planteada inicialmente como respuesta a la incidencia del laboreo agrícola sobre los restos, cuya integridad se había visto afectada en gran medida. Con ello, el objetivo inicial fue realizar un muestreo estratégico para caracterizar la estructura arquitectónica de la zona.Los resultados obtenidos tras la intervención de 2013 esbozaban la presencia de una villa de planta cuadrangular, que contaba con un peristilo en torno al que se articulaban algunas estancias definidas.

Escudo de Nava de la Asunción

La excavación se planteó en tres sectores, configurándose su documentación de forma independiente, así como sus objetivos: el Sector I, que se proyecta en la zona más elevada del yacimiento, en la que existía una mayor concentración de evidencias constructivas, el Sector II, localizado al este del Sector I y en el que se identificó una gran concentración de material latericio, y el Sector III, situado al norte del Sector I y donde se encontraron los restos de una posible edificación, con techumbre de teja curva y con sus muros expoliados.
En el año 2018, el equipo de Eresma Arqueológico recibió el encargo del Ayuntamiento de Nava de la Asunción, como promotor de los trabajos, para diseñar un proyecto de investigación y poder así retomar con las intervenciones arqueológicas. A raíz de ello, se han llevado a cabo hasta ahora tres campañas (2018, 2019 y 2021) que han continuado revelando detalles sobre el antiguo asentamiento romano.

### Primera campaña
En la primera de las campañas, los restos exhumados de las excavaciones pusieron de manifiesto la existencia de dos edificios. El primero de ellos datado en el siglo I, donde además se encontraron los restos de una habitación dotada de un complejo sistema de calefacción denominado hypocaustum, similar a la gloria castellana. En su interior aparecieron los restos esqueléticos de un neonato de entre 0-6 meses.

### Segunda campaña
La segunda campaña arqueológica se centró en definir en extensión parte de la planta de la villa, siguiendo así con el planteamiento investigador a desarrollar en varias fases. La importancia del edificio vino avalada, en gran medida, por las dimensiones de una de las estancias que exhumaron durante dicha campaña, y, en cuyo interior, se detectaron en 2018 restos de un mosaico que decoraba el suelo de la habitación.

### Tercera campaña
La tercera campaña de excavación terminó por confirmar lujoso de la estancia. El equipo encontró restos de aves, conejos, peces de río e, incluso, ostras. Estos productos, considerados manjares en la época romana, son propios de yacimientos cercanos al mar o a la costa, lo que convierte a Matabuey en un caso muy inusual. Además, esto refleja el alto estatus de los habitantes que residían en la villa y describe la importante red de distribución de productos de lujo que todavía existía en Hispania a mediados del siglo IV. Durante ese periodo, el Imperio estaba en crisis, sin embargo, las élites continuaron gozando de los lujos procedentes de enclaves costeros.
Las excavaciones de la tercera campaña también descubrieron que las paredes estaban decoradas con estucos pintados con vivos colores y que, en ocasiones, contenían pequeñas escenas grabadas con posterioridad, lo que se conoce como grafiti. A pesar de todo, también se reveló que habría habido varias fases de construcción, es decir, de varias residencias superpuestas unas a otras. Esto se debe a que tuvo lugar un gran incendio que asoló, al menos, una parte de la villa. Así, los muros y cimientos que se pueden ver en la actualidad fueron reconstruidos: 11 habitaciones localizadas en torno a un gran patio central rodeado de largas galerías perimetrales, algunas de ellas aún conservan prácticamente intactos los pavimentos.

## 'Villa de peristilo'
La complejidad de las villas romanas reside en su modo de organización. Estos emplazamientos solían presentar unas características comunes. Por un lado, en la mayoría de ocasiones, se ubicaban cerca de una vía de comunicación. En el caso de Matabuey, se encuentra cercana a la Vía XXIV, recogida en el Itinerario de Antonino de Ravena y que, en este sector del territorio, comunicaba las ciudades de Cauca y Segovia.
Por otro lado, las villas acostumbraban a estar próximas a uno o varios puntos de agua, que permitían surtir a los habitantes de la villa. Así sucede también en Matabuey, que se encuentra a escasos 80 metros del Arroyo Balisa. Además, también se ubican en el entorno inmediato pequeñas lagunas, navas y bodones que fueron determinantes a la hora de la elección del emplazamiento. De este modo, Matabuey se erige como una “villa de peristilo”, es decir, una residencia construida en torno a un patio central, muy posiblemente ornado con todo tipo de plantas rodeando el impluvium.
En los orígenes de la villa, en torno al siglo I después de Cristo, existió un primer edificio dotado de unas termas, un sistema de calefacción que caldeaba una estancia que debió de formar parte de un primer conjunto termal. Posteriormente, este fue derribado y arrasado para dar cabida a la gran mansión que se construyó a partir del siglo II d. C. y que está siendo estudiada.